# Andaspis xishuanbannae
Andaspis xishuanbannae är en insektsart som beskrevs av Young och Hu 1981. Andaspis xishuanbannae ingår i släktet Andaspis och familjen pansarsköldlöss. Inga underarter finns listade i Catalogue of Life.